# ミスターサンデー
『ミスターサンデー』は、1980年4月13日から同年6月29日までTBS系列局で放送されていたTBS製作の情報番組である。全9回。放送時間は毎週日曜 20:00 - 20:55 （日本標準時）。

## 概要
出演者たちが社会のさまざまな出来事を多角的に捉え、それらについて論じていた番組。必要に応じて各地からの生中継や衛星中継も行うなど、生放送の特性を生かした番組構成を取っていた。司会は森山周一郎と鈴木弘子が、リポーターは三笑亭夢之助が務めていた。
少なくとも1980年9月いっぱいまでは続ける予定であったが、視聴率は平均4.5％と低迷し、途中の6月29日限りで打ち切りとなった。
タイトルの読みは同じであるが、フジテレビと関西テレビの共同製作番組『Mr.サンデー』との関連性は特に無い。

## 放送リスト
| 回                                                                        | 放送日 （1980年） | サブタイトル                                                | 備考                                        |
| ------------------------------------------------------------------------- | ----------------- | ----------------------------------------------------------- | ------------------------------------------- |
| 1                                                                         | 4月13日           | 黄門さまニューヨークへ行く                                  |                                             |
| 2                                                                         | 4月20日           | 渡部絵美 映画スターに！                                     |                                             |
| 3                                                                         | 4月27日           | ルアーフィッシング                                          | プロ野球中継「広島東洋×巨人」中止に伴い編成 |
| 4                                                                         | 5月4日            | 元宝塚の鳳蘭ついに結婚！"見習い恋愛"のすすめ                |                                             |
| （5月11日はプロ野球中継「横浜大洋×巨人」のため休止）                      |                   |                                                             |                                             |
| 5                                                                         | 5月18日           | 緊急企画！激突討論！                                        |                                             |
| 6                                                                         | 5月25日           | 特集！素朴な疑問                                            |                                             |
| （6月1日はプロボクシング中継「具志堅用高×マルチン・バルガス」のため休止） |                   |                                                             |                                             |
| 7                                                                         | 6月8日            | 特集！来るか恐怖の巨大地震M7.9 その時あなたは生き残れるか？ |                                             |
| 8                                                                         | 6月15日           | 特集！日本丸どこへ行く                                      |                                             |
| （6月22日はプロ野球中継「横浜大洋×巨人」のため休止）                      |                   |                                                             |                                             |
| 9                                                                         | 6月29日           | 特集！昭和1ケタ世代が今語るホンネの生活と意見               |                                             |

（参考：『朝日新聞 縮刷版』朝日新聞社、1980年4月13日 - 同年6月29日付のラジオ・テレビ欄。）